# Margrit Junker Burkhard
Margrit Junker Burkhard (* 15. November 1957; heimatberechtigt in Rapperswil BE und Sumiswald) ist eine Schweizer Politikerin (SP).

## Leben
Margrit Junker Burkhard machte eine kaufmännische Ausbildung auf der Gemeindeschreiberei Rapperswil. Sie wurde 1993 durch die Nichtwahl von Christiane Brunner in den Bundesrat politisiert und trat der Sozialdemokratischen Partei bei. Margrit Junker Burkhard ist verheiratet und hat zwei Söhne.

## Politik
Von 1996 bis 2006 war Margrit Junker Burkhard Mitglied des Grossen Gemeinderates (Legislative) von Lyss. 2006 wurde Junker Burkhard in den Gemeinderat (Exekutive) von Lyss gewählt und übernahm das Ressort Soziales und Jugend. Bei der Gemeindewahl 2017 wurde Junker Burkhard zwar wiedergewählt. Aufgrund einer parteiinternen Amtszeitbeschränkung hätte sie das Amt aber nur antreten können, wenn sie gleichzeitig die Wahl für das Gemeindepräsidium gewonnen hätte. Ihr Amtsnachfolger als Gemeinderat ist Stefan Bütikofer (SP).
Von 2014 bis 2025 war Margrit Junker Burkhard Mitglied des Grossen Rates des Kantons Bern. Von 2014 bis 2018 war sie Mitglied der Justizkommission und von 2017 bis 2022 Mitglied der Gesundheits- und Sozialkommission. Von 2019 bis 2023 war sie wieder Mitglied der Justizkommission, der sie 2022/2023 als Präsidentin vorstand. Zudem war sie von 2022 bis 2025 Mitglied der Sicherheitskommission und von 2022 bis 2023 Mitglied des Büros des Grossen Rates. Nach der Frühlingssession 2025 trat sie zurück.
Margrit Junker Burkhard ist Präsidentin des Schulrats des BWZ Berufs- und Weiterbildungszentrums Lyss und war Präsidentin des Spitex-Vereins Seeland. Sie war Vizepräsidentin der SP Kanton Bern und der SP Lyss.